# REDUCE (数式処理システム)
REDUCE（リデュース）は汎用の計算機代数アプリケーションである。主に物理学における利用を想定して開発された。

## 概要
1960年代にアンソニー・C・ハーンによって開発が始められ、以来彼の主導の元、多くの国から様々な研究者が開発に関わっている。
REDUCEは、REDUCE用に実装されたLISP方言で書かれており、そのLISP方言はStandard LISPと呼ばれている。またRLISPと呼ばれるALGOLに似た構文で記述される。後者は、REDUCEのユーザレベルの言語のベースとして使われている。
REDUCEは多くのUNIX、Linux、Microsoft Windows、Macintoshシステム上に実装されている。この移植性の高さはPortable Standard LispまたはCodemist Standard Lispを用いることで実現されている。
REDUCEはかつては695ドルで販売されていたが、2008年12月にオープンソース化され、現在は修正BSDライセンスにしたがった利用、配布が認められている。またSourceForge.netにおいて開発が続けられている。